# 中田昭孝
中田 昭孝（なかた あきたか、1942年4月18日 - ）は、日本の元裁判官。元大阪家庭裁判所所長。京都大学大学院法学研究科教授（法科大学院実務家専任教員）、弁護士。

## 略歴
- 1967年 - 京都大学法学部卒業、司法修習生
- 1969年 - 判事補任官

和歌山地方裁判所、東京家庭裁判所、東京地方裁判所、水戸家庭裁判所下妻支部、東京高等裁判所で勤務。
- 1983年 - 最高裁判所調査官
- 1988年 - 大阪高等裁判所判事
- 1991年 - 大阪地方裁判所判事部総括
- 2000年 - 奈良地方・家庭裁判所所長
- 2001年 - 京都地方裁判所所長
- 2002年 - 大阪高等裁判所判事部総括
- 2004年 - 大阪家庭裁判所所長
- 2007年 - 定年退職、京都大学大学院法学研究科教授、弁護士登録（京都弁護士会）、弁護士法人くすのき社員弁護士

| スタブアイコン | サブスタブ | この項目は、まだ閲覧者の調べものの参照としては役立たない、人物に関連した書きかけの項目です。この項目を加筆・訂正などしてくださる協力者を求めています（P:人物伝/PJ:人物伝）。 |